# Wolfgang Hoppe
Wolfgang Hoppe (Apolda, 14 november 1957) is een voormalig Oost-Duits/Duits bobsleepiloot. Hoppe won tijdens de Olympische Winterspelen van 1984 zowel in de twee- als de viermansbob de gouden medaille. Vier jaar later in Calgary won Hoppe twee zilveren medailles. Bij Hoppe zijn derde olympische optreden in 1992 was Hoppe de eerste vlaggendrager voor het herenigde Duitsland. Tijdens deze spelen nam Hoppe alleen deel aan de viermansbob waarin hij een zilveren medaille veroverde. Twee jaar later tijdens de volgende Olympische Winterspelen veroverde Hoppe de bronzen medaille in de viermansbob. Hoppe werd in totaal zesmaal wereldkampioen driemaal in de tweemansbob en driemaal in de viermansbob.

## Resultaten
- Wereldkampioenschappen bobsleeën 1983 in Lake Placid  in de tweemansbob
- Olympische Winterspelen 1984 in Sarajevo  in de tweemansbob
- Olympische Winterspelen 1984 in Sarajevo  in de viermansbob
- Wereldkampioenschappen bobsleeën 1985 in Cervinia  in de tweemansbob
- Wereldkampioenschappen bobsleeën 1986 in Königssee  in de tweemansbob
- Wereldkampioenschappen bobsleeën 1987 in Sankt Moritz  in de tweemansbob
- Wereldkampioenschappen bobsleeën 1987 in Sankt Moritz  in de viermansbob
- Olympische Winterspelen 1988 in Calgary  in de tweemansbob
- Olympische Winterspelen 1988 in Calgary  in de viermansbob
- Wereldkampioenschappen bobsleeën 1989 in Cortina d'Ampezzo  in de tweemansbob
- Wereldkampioenschappen bobsleeën 1989 in Cortina d'Ampezzo  in de viermansbob
- Wereldkampioenschappen bobsleeën 1990 in Sankt Moritz  in de tweemansbob
- Wereldkampioenschappen bobsleeën 1991 in Altenberg  in de tweemansbob
- Wereldkampioenschappen bobsleeën 1991 in Altenberg  in de viermansbob
- Olympische Winterspelen 1992 in Albertville  in de viermansbob
- Wereldkampioenschappen bobsleeën 1993 in Igls  in de tweemansbob
- Olympische Winterspelen 1994 in Lillehammer  in de viermansbob
- Wereldkampioenschappen bobsleeën 1995 in Winterberg  in de viermansbob
- Wereldkampioenschappen bobsleeën 1996 in Calgary  in de viermansbob
- Wereldkampioenschappen bobsleeën 1997 in Sankt Moritz  in de viermansbob

1932: Hubert Stevens / Curtis Stevens ·
1936: Ivan Brown / Alan Washbond ·
1948: Felix Endrich / Friedrich Waller ·
1952: Andreas Ostler / Lorenz Nieberl ·
1956: Lamberto Dalla Costa / Giacomo Conti ·
1964: Anthony Nash / Robin Dixon ·
1968: Eugenio Monti / Luciano De Paolis ·
1972: Wolfgang Zimmerer / Peter Utzschneider ·
1976: Meinhard Nehmer / Bernhard Germeshausen ·
1980: Erich Schärer / Josef Benz ·
1984: Wolfgang Hoppe / Dietmar Schauerhammer ·
1988: Jānis Ķipurs / Vladimir Kozlov ·
1992: Gustav Weder / Donat Acklin ·
1994: Gustav Weder / Donat Acklin ·
1998: Günther Huber / Antonio Tartaglia en Pierre Lueders / David MacEachern ·
2002: Christoph Langen / Markus Zimmermann ·
2006: André Lange / Kevin Kuske ·
2010: André Lange / Kevin Kuske ·
2014: Beat Hefti / Alex Baumann ·
2018: Francesco Friedrich / Thorsten Margis en Justin Kripps / Alexander Kopacz ·
2022: Francesco Friedrich / Thorsten Margis
1924: Scherrer / Neveu / A.Schläppi / H.Schläppi ·
1928: Fiske / Tucker / Mason / Gray / Parke ·
1932: Fiske / Eagan / Gray / O'Brien ·
1936: Musy / Gartmann / Bouvier / Beerli ·
1948: Tyler / Martin / Rimkus / D'Amico ·
1952: Ostler / Kuhn / Nieberl / Kemser ·
1956: Kapus / Diener / Alt / Angst ·
1964: V.Emery / Kirby / Anakin / J.Emery ·
1968: Monti / De Paolis / Zandonella / Armano ·
1972: Wicki / Leutenegger / Camichel / Hubacher ·
1976: Nehmer / Babock / Germeshausen / Lehmann ·
1980: Nehmer / Musiol / Germeshausen / Gerhardt ·
1984: Hoppe / Wetzig / Schauerhammer / Kirchner ·
1988: Fasser / Meier / Fässler / Stocker ·
1992: Appelt / Schroll / Winkler / Haidacher ·
1994: Czudaj / Brannasch / Hampel / Szelig ·
1998: Langen / Zimmermann / Jakobs / Hampel ·
2002: Lange / Kühn / Kuske / Embach ·
2006: Lange / Hoppe / Kuske / Putze ·
2010: Holcomb / Mesler / Tomasevicz / Olsen ·
2014: Melbārdis / Dreiškens / Vilkaste / Strenga  ·
2018: Friedrich / Bauer / Grothkopp / Margis   ·
2022: Friedrich / Margis / Bauer / Schüller
- Gemeinsame Normdatei: 1067540628
- Virtual International Authority File: 315074038